# Reformacja w Danii
Reformacja w Danii była przejściem od Kościoła katolickiego do luteranizmu w pierwszej połowie XVI wieku.
Na początku XVI wieku pojawiły się w Europie ruchy reformatorskie, wywołane przez niemieckiego mnicha, Marcina Lutra. Jego nauki dotarły do Danii w latach 20. XVI wieku i zostały rozpowszechnione przez duńskiego księdza Hansa Tausena, który osobiście poznał Lutra podczas swoich studiów w Wittenberdze.
Zwolennikami reformacji Lutra byli duńscy monarchowie z dynastii Oldenburskiej, którzy liczyli na to, że Kościół luterański umożliwi im przejęcie wpływów i bogactwa Kościoła katolickiego. Jednym z sympatyków reformacji był król Fryderyk I oraz jego syn Chrystian III, który po śmierci ojca stanął na czele protestantów, walczących z katolikami podczas wojny domowej. Konflikt zakończył się zwycięstwem protestantów w 1536 roku.
W tym samym roku luteranizm stał się panującym w Danii wyznaniem. Chrystian III zlecił usunięcie i aresztowanie biskupów, rozwiązał klasztory i przejął ziemie, należące do Kościoła, które w tym czasie stanowiły ok. 1/3 ówczesnych terenów Danii.